# Чарко
Чарко (англ. Charco) — переписна місцевість (CDP) в США, в окрузі Піма штату Аризона. Населення — 27 осіб (2020).

## Географія
Чарко розташоване за координатами 32°14′50″ пн. ш. 112°36′0″ зх. д. / 32.24722° пн. ш. 112.60000° зх. д. (32.247321, -112.600116). За даними Бюро перепису населення США в 2010 році переписна місцевість мала площу 2,41 км², уся площа — суходіл.

## Демографія
Згідно з переписом 2010 року, у переписній місцевості мешкали 52 особи в 17 домогосподарствах у складі 10 родин. Густота населення становила 22 особи/км². Було 26 помешкань (11/км²).
Расовий склад населення:
| - 98,1 % — корінних американців - 1,9 % — осіб інших рас |

До двох чи більше рас належало 0,0 %. Частка іспаномовних становила 11,5 % від усіх жителів.
За віковим діапазоном населення розподілялося таким чином: 26,9 % — особи молодші 18 років, 67,3 % — особи у віці 18—64 років, 5,8 % — особи у віці 65 років та старші. Медіана віку мешканця становила 31,0 року. На 100 осіб жіночої статі у переписній місцевості припадало 108,0 чоловіків; на 100 жінок у віці від 18 років та старших — 90,0 чоловіків також старших 18 років.
Цивільне працевлаштоване населення становило 11 осіб. Основні галузі зайнятості: інформація — 54,5 %, публічна адміністрація — 45,5 %.